# Hof zum Homberg

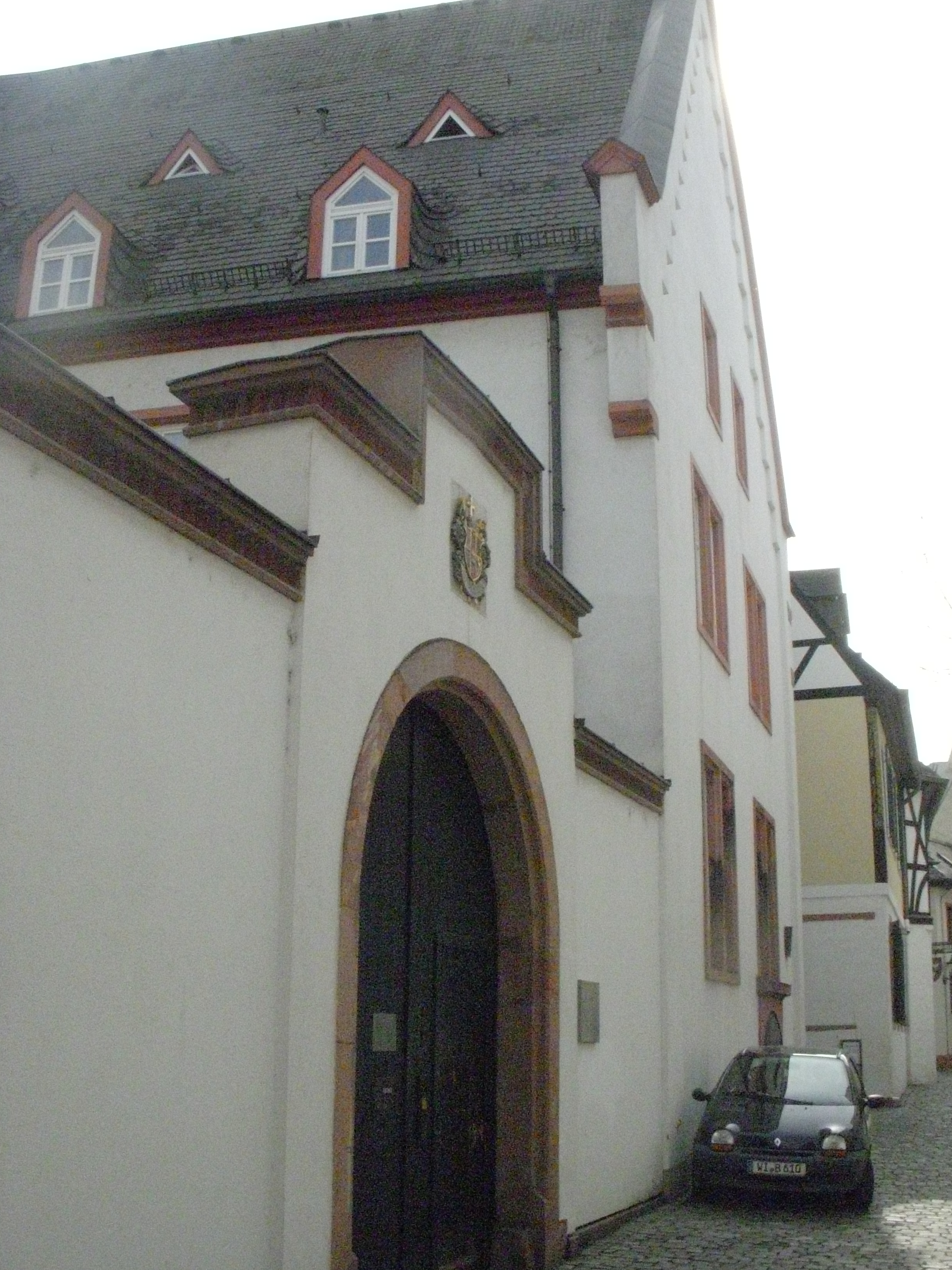
Hof zum Homberg

Der Hof zum Homberg ist ein denkmalgeschütztes Mainzer Patriziergebäude aus dem 13. Jahrhundert und seit 1985 Teil des Kolpinghauses Mainz.

## Lage
Der Hof zum Homberg  befindet sich in der Kappelhofgasse, Hausnummer 8, der Mainzer Altstadt in der Nachbarschaft des Leininger Hofs. Obwohl das große Hoftor in der Kappelhofgasse den historischen Haupteingang bildet, ist der Komplex im Allgemeinen nur über den Eingang des Kolpinghauses in der Holzstraße 19 zu erreichen.

## Beschreibung
Zwei parallel gestellte Giebelbauten um einen Innenhof, den straßenseitigen Abschluss zur Kappelhofgasse bildet eine Hofmauer mit Torbogen. Achteckiger Treppenturm, ein spitzbogiges Sandsteinpförtchen aus der Zeit vor 1350, ein Kragsturzportal aus der zweiten Hälfte des 16. Jahrhunderts sowie ein Wappenstein von 1665.

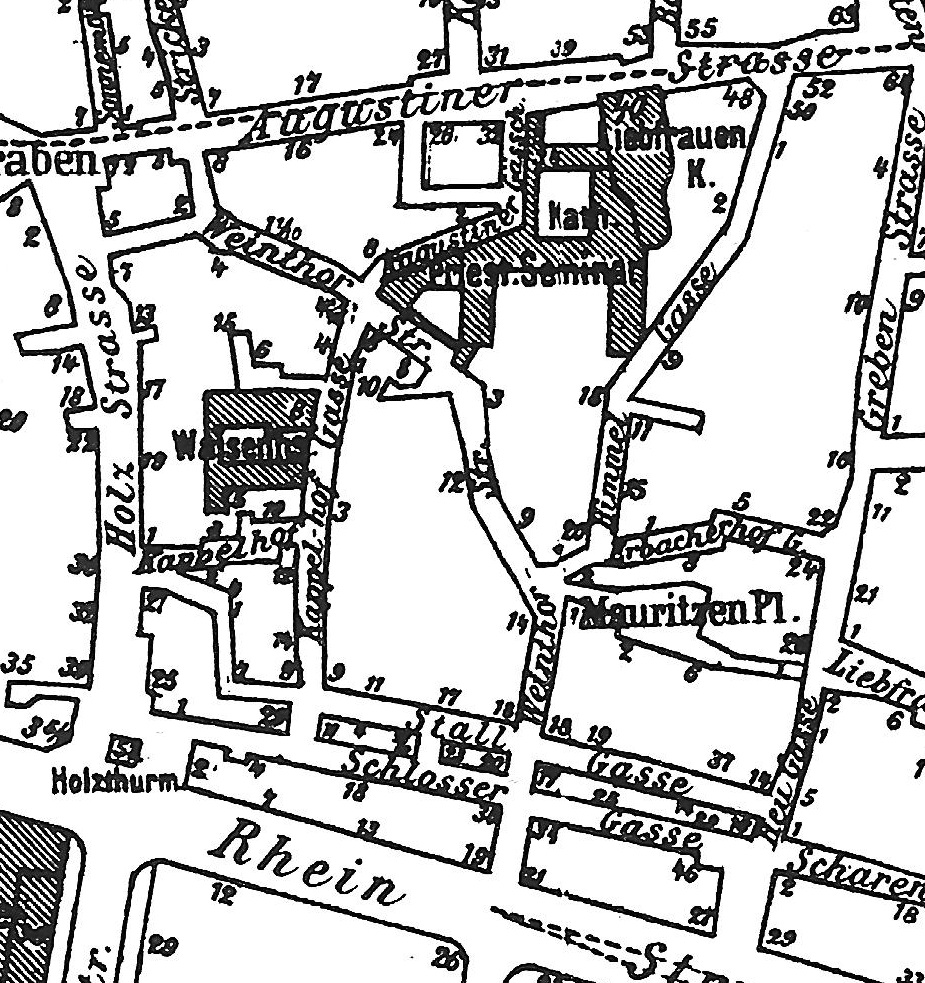
Das Waisenhaus in der Kappelhofgasse auf einem Stadtplan von 1894 (Norden ist rechts)

## Geschichte

### Ursprünge
Das Patriziergeschlecht derer zum Homberg (andere Schreibweise Humbrecht und Heimbrecht) erbaute wahrscheinlich im 13. Jahrhundert das Anwesen. Die Familie wanderte 1419 oder 1420 nach Frankfurt am Main aus, Hof und Gebäude wurden 1465 von Erzbischof Kurfürst Adolf II. von Nassau dem Domscholaster Volpert von Ders überschrieben. Weitere Familienmitglieder wanderten in den Rheingau oder bis Le Havre (Alii alio).
1568 wurde es als Haus 'zum Hombergk im Cappelhof' in der Stadtaufnahme geführt. Nach mehreren Besitzerwechseln gelangte das Grundstück 1639 zum naheliegenden St.-Barbara-Hospital.

### Waisenhaus
1665 erwarb Dompropst Johann von Heppenheim genannt vom Saal den Hof zum Homberg und widmete ihn als Waisenhaus. Es war damals das erste Institut dieser Art im Kurfürstentum Mainz. Große Zuwendungen der Mainzer Bürger und der Erzbischöfe zogen bis 1721 zahlreiche Umbauten, Vergrößerungen und Modernisierungen nach sich.
1814 wurde der Hof von einer neugegründeten bürgerlichen Hospizienkommission mit dem Mainzer Oberbürgermeister Franz Freiherr Gedult von Jungenfeld an der Spitze geführt.
Nachdem bereits 1854 die Mädchen in das Haus Schwarzenbach von St. Rochus verlegt worden waren, mussten auch die männlichen Waisen (1921 waren es noch 72 Knaben) im Jahr 1922 in das Rochusspital umziehen. Die Gründe waren Raumnot und die in der Kappelhofgasse etablierten Bordelle.

### Wiederaufbau und jetzige Nutzung
In der Folgezeit wurde das Gebäude durch die Stadt vermietet und durch die Bombardierungen des Zweiten Weltkriegs stark zerstört. Die Kriegsruine war danach dem fortschreitenden Verfall preisgegeben, vom Westflügel mit dem Treppenturm standen nur noch die Außenmauern, der Ostflügel war nicht mehr bewohnbar.
1977 erwarb die Kolpingfamilie Mainz-Zentral e.V. den gesamten Ruinenkomplex und eröffnete 1985 nach umfassenden und teilweise schwierigsten Wiederaufbauarbeiten (Architekten Georg Knapp und Hellmut Kanis) des Waisenhauses, des historischen Gewölbekellers und des spätgotischen Treppenturms unter Einbeziehung eines benachbarten modernen Neubaus in der Holzstraße das neue Kolpinghaus Mainz. Während der Westflügel nur bauliche Ergänzungen erfuhr, entstand der Ostflügel völlig neu, jedoch in der Formensprache des Vorgängerbaus. Mauer und Hoftor wurden unter Wiederverwendung eines Wappensteins mit der Inschrift „Johann Philipp von Schönborn gründete diese Anstalt 1665“ neu rekonstruiert.

## Fund von Römerschiffen
Bei den Umbauarbeiten im April 1982 wurden  die Überreste zweier Lastkähne aus dem 1. Jahrhundert nach Christus gefunden. Sie waren ursprünglich jeweils 20 m lang, 3,70 m breit und hatten innen eine Bordwandhöhe von 90 cm, sogenannte Plattschiffe, die als Binnenschiffe zum Schwerlastverkehr eingesetzt wurden. Sie befinden sich jetzt im Museum für Antike Schifffahrt.
Dies war nach dem Fund der Römerschiffe aus dem 4. Jahrhundert im Winter 1981/82 beim Erweiterungsbau des Mainzer Hilton-Hotels das zweite Mal, dass am Mainzer Rheinufer Boote aus der Römerzeit entdeckt wurden. Der Name des Restaurants Zum Römerschiff im Erdgeschoss des Kolpinghauses in der Holzstraße erinnert an diesen Fund.